# معتز عزايزة
معتز هلال محمد العزايزة ( 30 يناير 1999-) صحفي ومؤثر فلسطيني، وُلد في مدينة دير البلح في قطاع غزة، حصل على شهادة البكالوريوس في اللغة الإنجليزية من جامعة الأزهر في عام 2021. ثم عمل مصوراً مع قناة إيه بي سي نيوز الأمريكية ومتطوع منذ عام 2017 في جمعية الهلال الأحمر الفلسطيني، ويعمل في الأونروا لتوثيق ما يحدث في غزة.
أُغتيل 15 شخص من عائلته في 12 أكتوبر 2023 خلال ضربةٍ جوية نفذتها القوات الجوية الإسرائيلية على منزل عائلته في مخيم دير البلح في مدينة غزة، وذلك قبل بدء العملية البرية في غزة.

## حياته
يتواصل معتز باللغة الإنجليزية مع العالم عبر الفيديوهات التي ينشرها عبر حسابه على الإنسغرام والتي كان قبل الحرب الفلسطينية الإسرائيلية 2023 يصور فيها الحياة في فلسطين وأجمل الأماكن في قطاع غزة، ولكن بعد 7 أكتوبر 2023 وبسبب الحرب الفلسطينية الإسرائيلية قام معتز بتغطية ما يحدث. في حين أرسلت العديد من المؤسسات الإعلامية الكبرى مراسلين إلى إسرائيل لتغطية هجمات حماس، فإن عدداً قليلاً من المراسلين الأجانب يتواجدون في غزة لتغطية جرائم الحرب الإسرائيلية؛ وهذا ما جعله وعددًا مثله مراسلين في الميدان، حاضرين لإعداد تقارير حول ما يحدث مباشرة. زاد عدد متابعيه على منصة إنستغرام من 25000 متابع إلى مليون وبحلول 30 أكتوبر أصبح يتابعه 9 ملايين شخص، ثم بعد ذلك في 3 نوفمبر ارتفع عدد متابعيه إلى 13 مليون متابع، وقُيِّد حسابه بسبب ما ينشره.
"سوبر هيرو" هو لقب أطلقه عليه رواد السوشيال ميديا؛ لشجاعته بالرغم من بساطة أدواته التي تتكون من سترة وخوذة خاصة بالصحفيين. كتب عبارة «صوري سافرت إلى جميع أنحاء العالم لكن قدمي لم تطئ وطني» على حسابه وأصبحت وسماً.
في يناير/كانون الثاني 2024، ظهر عزايزة في برنامج مهدي حسن مع قناة إم إس إن بي سي لمناقشة مخاطر توثيقه للمجازر والقصف في غزة تحت القصف الإسرائيلي. وفي وقت لاحق من ذلك الشهر، بعد 108 أيام من توثيق الجرائم الإسرائيلية، تم إجلاء العزايزة إلى مصر ثم إلى الدوحة.